# Volta a Castella i Lleó 2018
La Volta a Castella i Lleó 2018, 33a edició de la Volta a Castella i Lleó, es disputà entre el 20 i el 22 d'abril de 2018, sobre un total de 526,3 km, repartits entre tres etapes. La cursa formà part del calendari de l'UCI Europa Tour 2018, amb una categoria 2.1.
El vencedor final fou l'espanyol Rubén Plaza (Israel Cycling Academy), vencedor de la darrera etapa, que s'imposà a Carlos Barbero (Movistar Team) i Eduard Prades (Euskadi Basque Country-Murias).

## Equips
Disset equips van prendre part en aquesta edició de la Volta a Castella i Lleó: 1 World Tour, set equips continentals professionals i nou equips continentals.
| WorldTeam- Movistar Team Equips continentals professionals (7)- Caja Rural-Seguros RGA - Euskadi Basque Country-Murias - Burgos-BH - Delko-Marseille Provence-KTM - Israel Cycling Academy - Rally Cycling - Manzana Postobón Equips continentals (9)- Fundación Euskadi - Efapel - Sporting-Tavira - W52-FC Porto - Liberty Seguros-Carglass - Medellín-Éxito - Inteja Dominican Cycling Team - Interpro Stradalli - Lokosphinx |
| |

## Etapes
| Etapa    | Data      | Ciutats d'etapa            | type                    | Distància (km) | Vencedor de l'etapa   | Líder de la general   |
| -------- | --------- | -------------------------- | ----------------------- | -------------- | --------------------- | --------------------- |
| 1a etapa | 20 de abr | Alba de Tormes – Salamanca | etapa accidentada       | 187,4          | Carlos Barbero Cuesta | Carlos Barbero Cuesta |
| 2a etapa | 21 de abr | Valladolid – Palència      | etapa plana             | 183,3          | Mihkel Räim           | Carlos Barbero Cuesta |
| 3a etapa | 22 de abr | Segòvia – Àvila            | etapa de mitja muntanya | 170,6          | Rubén Plaza Molina    | Rubén Plaza Molina    |

### Etapa 1
| \| Classificació de l'etapa \| Classificació de l'etapa \| Classificació de l'etapa \| Classificació de l'etapa \| Classificació de l'etapa \| \| Corredor \| Corredor \| Equip \| Temps \| \| \| ------------------------ \| ------------------------ \| ------------------------ \| ------------------------ \| ------------------------ \| \| 1r \| Carlos Barbero Cuesta \| Movistar Team \| 4h 35' 29" \| \| \| 2n \| Jon Aberasturi Izaga \| Euskadi-Murias \| + 0" \| \| \| 3r \| Eduard Prades i Reverter \| Euskadi-Murias \| + 0" \| \| \| 4t \| Raymond Kreder \| Team Ukyo \| + 0" \| \| \| 5è \| Kiril Svéixnikov \| Lokosphinx \| + 0" \| \| \| 6è \| Nelson Soto Martínez \| Caja Rural-Seguros RGA \| + 0" \| \| \| 7è \| Enrique Sanz Unzué \| Euskadi-Murias \| + 0" \| \| \| 8è \| Mario González Salas \| Sporting-Tavira \| + 0" \| \| \| 9è \| Colin Joyce \| Rally Cycling \| + 0" \| \| \| 10è \| Samuel Caldeira \| W52-FC Porto \| + 0" \| \| |                          |                        |            |
| |                          |                        |            |
| |                          |                        |            |
| Classificació de l'etapa |                          |                        |            |
| Corredor | Corredor                 | Equip                  | Temps      |
| 1r | Carlos Barbero Cuesta    | Movistar Team          | 4h 35' 29" |
| 2n | Jon Aberasturi Izaga     | Euskadi-Murias         | + 0"       |
| 3r | Eduard Prades i Reverter | Euskadi-Murias         | + 0"       |
| 4t | Raymond Kreder           | Team Ukyo              | + 0"       |
| 5è | Kiril Svéixnikov         | Lokosphinx             | + 0"       |
| 6è | Nelson Soto Martínez     | Caja Rural-Seguros RGA | + 0"       |
| 7è | Enrique Sanz Unzué       | Euskadi-Murias         | + 0"       |
| 8è | Mario González Salas     | Sporting-Tavira        | + 0"       |
| 9è | Colin Joyce              | Rally Cycling          | + 0"       |
| 10è | Samuel Caldeira          | W52-FC Porto           | + 0"       |

| \| Classificació general \| Classificació general \| Classificació general \| Classificació general \| Classificació general \| \| Corredor \| Corredor \| Equip \| Temps \| \| \| --------------------- \| ------------------------ \| ---------------------- \| --------------------- \| --------------------- \| \| 1r \| Carlos Barbero Cuesta \| Movistar Team \| 4h 35' 16" \| \| \| 2n \| Jon Aberasturi Izaga \| Euskadi-Murias \| + 7" \| \| \| 3r \| Eduard Prades i Reverter \| Euskadi-Murias \| + 9" \| \| \| 4t \| Diego Rubio Hernández \| Burgos-BH \| + 11" \| \| \| 5è \| Dmitri Strakhov \| Lokosphinx \| + 12" \| \| \| 6è \| Raymond Kreder \| Team Ukyo \| + 13" \| \| \| 7è \| Kiril Svéixnikov \| Lokosphinx \| + 13" \| \| \| 8è \| Nelson Soto Martínez \| Caja Rural-Seguros RGA \| + 13" \| \| \| 9è \| Enrique Sanz Unzué \| Euskadi-Murias \| + 13" \| \| \| 10è \| Mario González Salas \| Sporting-Tavira \| + 13" \| \| |                          |                        |            |
| |                          |                        |            |
| |                          |                        |            |
| Classificació general |                          |                        |            |
| Corredor | Corredor                 | Equip                  | Temps      |
| 1r | Carlos Barbero Cuesta    | Movistar Team          | 4h 35' 16" |
| 2n | Jon Aberasturi Izaga     | Euskadi-Murias         | + 7"       |
| 3r | Eduard Prades i Reverter | Euskadi-Murias         | + 9"       |
| 4t | Diego Rubio Hernández    | Burgos-BH              | + 11"      |
| 5è | Dmitri Strakhov          | Lokosphinx             | + 12"      |
| 6è | Raymond Kreder           | Team Ukyo              | + 13"      |
| 7è | Kiril Svéixnikov         | Lokosphinx             | + 13"      |
| 8è | Nelson Soto Martínez     | Caja Rural-Seguros RGA | + 13"      |
| 9è | Enrique Sanz Unzué       | Euskadi-Murias         | + 13"      |
| 10è | Mario González Salas     | Sporting-Tavira        | + 13"      |

### Etapa 2
| \| Classificació de l'etapa \| Classificació de l'etapa \| Classificació de l'etapa \| Classificació de l'etapa \| Classificació de l'etapa \| \| Corredor \| Corredor \| Equip \| Temps \| \| \| ------------------------ \| ------------------------ \| ------------------------ \| ------------------------ \| ------------------------ \| \| 1r \| Mihkel Räim \| Israel Cycling Academy \| 4h 14' 10" \| \| \| 2n \| Jon Aberasturi Izaga \| Euskadi-Murias \| + 0" \| \| \| 3r \| Enrique Sanz Unzué \| Euskadi-Murias \| + 0" \| \| \| 4t \| Raymond Kreder \| Team Ukyo \| + 0" \| \| \| 5è \| Kiril Svéixnikov \| Lokosphinx \| + 0" \| \| \| 6è \| Daniel López Parada \| Burgos-BH \| + 0" \| \| \| 7è \| Edwin Ávila Vanegas \| Israel Cycling Academy \| + 0" \| \| \| 8è \| Carlos Barbero Cuesta \| Movistar Team \| + 0" \| \| \| 9è \| Daniel Mestre \| Efapel \| + 0" \| \| \| 10è \| Colin Joyce \| Rally Cycling \| + 0" \| \| |                       |                        |            |
| |                       |                        |            |
| |                       |                        |            |
| Classificació de l'etapa |                       |                        |            |
| Corredor | Corredor              | Equip                  | Temps      |
| 1r | Mihkel Räim           | Israel Cycling Academy | 4h 14' 10" |
| 2n | Jon Aberasturi Izaga  | Euskadi-Murias         | + 0"       |
| 3r | Enrique Sanz Unzué    | Euskadi-Murias         | + 0"       |
| 4t | Raymond Kreder        | Team Ukyo              | + 0"       |
| 5è | Kiril Svéixnikov      | Lokosphinx             | + 0"       |
| 6è | Daniel López Parada   | Burgos-BH              | + 0"       |
| 7è | Edwin Ávila Vanegas   | Israel Cycling Academy | + 0"       |
| 8è | Carlos Barbero Cuesta | Movistar Team          | + 0"       |
| 9è | Daniel Mestre         | Efapel                 | + 0"       |
| 10è | Colin Joyce           | Rally Cycling          | + 0"       |

| \| Classificació general \| Classificació general \| Classificació general \| Classificació general \| Classificació general \| \| Corredor \| Corredor \| Equip \| Temps \| \| \| --------------------- \| ------------------------ \| ---------------------------- \| --------------------- \| --------------------- \| \| 1r \| Carlos Barbero Cuesta \| Movistar Team \| 8h 49' 26" \| \| \| 2n \| Jon Aberasturi Izaga \| Euskadi-Murias \| + 1" \| \| \| 3r \| Enrique Sanz Unzué \| Euskadi-Murias \| + 9" \| \| \| 4t \| Eduard Prades i Reverter \| Euskadi-Murias \| + 9" \| \| \| 5è \| Ángel Madrazo Ruiz \| Delko-Marseille Provence-KTM \| + 10" \| \| \| 6è \| Diego Rubio Hernández \| Burgos-BH \| + 11" \| \| \| 7è \| Dmitri Strakhov \| Lokosphinx \| + 12" \| \| \| 8è \| Fabio Duarte Arévalo \| Manzana Postobón \| + 12" \| \| \| 9è \| Raymond Kreder \| Team Ukyo \| + 13" \| \| \| 10è \| Kiril Svéixnikov \| Lokosphinx \| + 13" \| \| |                          |                              |            |
| |                          |                              |            |
| |                          |                              |            |
| Classificació general |                          |                              |            |
| Corredor | Corredor                 | Equip                        | Temps      |
| 1r | Carlos Barbero Cuesta    | Movistar Team                | 8h 49' 26" |
| 2n | Jon Aberasturi Izaga     | Euskadi-Murias               | + 1"       |
| 3r | Enrique Sanz Unzué       | Euskadi-Murias               | + 9"       |
| 4t | Eduard Prades i Reverter | Euskadi-Murias               | + 9"       |
| 5è | Ángel Madrazo Ruiz       | Delko-Marseille Provence-KTM | + 10"      |
| 6è | Diego Rubio Hernández    | Burgos-BH                    | + 11"      |
| 7è | Dmitri Strakhov          | Lokosphinx                   | + 12"      |
| 8è | Fabio Duarte Arévalo     | Manzana Postobón             | + 12"      |
| 9è | Raymond Kreder           | Team Ukyo                    | + 13"      |
| 10è | Kiril Svéixnikov         | Lokosphinx                   | + 13"      |

### Etapa 3
| \| Classificació de l'etapa \| Classificació de l'etapa \| Classificació de l'etapa \| Classificació de l'etapa \| Classificació de l'etapa \| \| Corredor \| Corredor \| Equip \| Temps \| \| \| ------------------------ \| ------------------------ \| ------------------------ \| ------------------------ \| ------------------------ \| \| 1r \| Rubén Plaza Molina \| Israel Cycling Academy \| 4h 01' 34" \| \| \| 2n \| Eduard Prades i Reverter \| Euskadi-Murias \| + 46" \| \| \| 3r \| Carlos Barbero Cuesta \| Movistar Team \| + 46" \| \| \| 4t \| Colin Joyce \| Rally Cycling \| + 49" \| \| \| 5è \| Mario González Salas \| Sporting-Tavira \| + 51" \| \| \| 6è \| Diego Rubio Hernández \| Burgos-BH \| + 51" \| \| \| 7è \| Daniel Mestre \| Efapel \| + 51" \| \| \| 8è \| Dmitri Strakhov \| Lokosphinx \| + 51" \| \| \| 9è \| Alexander Aranburu Deba \| Caja Rural-Seguros RGA \| + 54" \| \| \| 10è \| Frederico Figueiredo \| Sporting-Tavira \| + 54" \| \| |                          |                        |            |
| |                          |                        |            |
| |                          |                        |            |
| Classificació de l'etapa |                          |                        |            |
| Corredor | Corredor                 | Equip                  | Temps      |
| 1r | Rubén Plaza Molina       | Israel Cycling Academy | 4h 01' 34" |
| 2n | Eduard Prades i Reverter | Euskadi-Murias         | + 46"      |
| 3r | Carlos Barbero Cuesta    | Movistar Team          | + 46"      |
| 4t | Colin Joyce              | Rally Cycling          | + 49"      |
| 5è | Mario González Salas     | Sporting-Tavira        | + 51"      |
| 6è | Diego Rubio Hernández    | Burgos-BH              | + 51"      |
| 7è | Daniel Mestre            | Efapel                 | + 51"      |
| 8è | Dmitri Strakhov          | Lokosphinx             | + 51"      |
| 9è | Alexander Aranburu Deba  | Caja Rural-Seguros RGA | + 54"      |
| 10è | Frederico Figueiredo     | Sporting-Tavira        | + 54"      |

## Classificació final
| \| Classificació general \| Classificació general \| Classificació general \| Classificació general \| Classificació general \| \| Corredor \| Corredor \| Equip \| Temps \| \| \| --------------------- \| ------------------------ \| ---------------------- \| --------------------- \| --------------------- \| \| 1r \| Rubén Plaza Molina \| Israel Cycling Academy \| 12h 51' 07" \| \| \| 2n \| Carlos Barbero Cuesta \| Movistar Team \| + 35" \| \| \| 3r \| Eduard Prades i Reverter \| Euskadi-Murias \| + 42" \| \| \| 4t \| Colin Joyce \| Rally Cycling \| + 55" \| \| \| 5è \| Diego Rubio Hernández \| Burgos-BH \| + 55" \| \| \| 6è \| Mario González Salas \| Sporting-Tavira \| + 55" \| \| \| 7è \| Dmitri Strakhov \| Lokosphinx \| + 56" \| \| \| 8è \| Daniel Mestre \| Efapel \| + 57" \| \| \| 9è \| Sergio Higuita García \| Manzana Postobón \| + 1' 00" \| \| \| 10è \| Alexander Aranburu Deba \| Caja Rural-Seguros RGA \| + 1' 00" \| \| |                          |                        |             |
| |                          |                        |             |
| Font: ProCyclingStats |                          |                        |             |
| Classificació general |                          |                        |             |
| Corredor | Corredor                 | Equip                  | Temps       |
| 1r | Rubén Plaza Molina       | Israel Cycling Academy | 12h 51' 07" |
| 2n | Carlos Barbero Cuesta    | Movistar Team          | + 35"       |
| 3r | Eduard Prades i Reverter | Euskadi-Murias         | + 42"       |
| 4t | Colin Joyce              | Rally Cycling          | + 55"       |
| 5è | Diego Rubio Hernández    | Burgos-BH              | + 55"       |
| 6è | Mario González Salas     | Sporting-Tavira        | + 55"       |
| 7è | Dmitri Strakhov          | Lokosphinx             | + 56"       |
| 8è | Daniel Mestre            | Efapel                 | + 57"       |
| 9è | Sergio Higuita García    | Manzana Postobón       | + 1' 00"    |
| 10è | Alexander Aranburu Deba  | Caja Rural-Seguros RGA | + 1' 00"    |